# Исперталь
Исперталь (нем. Yspertal) — ярмарочная коммуна (нем. Marktgemeinde) в Австрии, в федеральной земле Нижняя Австрия. 
Входит в состав округа Мельк.  Население составляет 1861 человек (на 31 декабря 2005 года). Занимает площадь 47,65 км². Официальный код  —  31552.

## Политическая ситуация
Бургомистр коммуны — Карл Мозер (АНП) по результатам выборов 2010 года.
Совет представителей коммуны (нем. Gemeinderat) состоит из 19 мест.
- АНП занимает 14 мест.
- СДПА занимает 5 мест.